# Cajana
Cajana é uma cidade do Suriname, localizada no distrito de Sipaliwini, a 93 metros acima do nível do mar.